# لامباليزوماب
لامباليزوماب جسم مضاد وحيد النسيلة مأنسن طورته جيننتك [الإنجليزية]/روش حيث إن مصمم لعلاج الظمور الجغرافي الثانوي للتنكس البقعي المرتبط بالسن.